# SAS 그룹
SAS 그룹(영어: SAS Group)은 스웨덴의 스톡홀름에 위치한 지주 항공사로 1946년부터 정식으로 지주 항공사가 발족하게 되었다.

## 주요 자회사

### 항공사
- 스칸디나비아 항공
- 위데뢰에 항공
- 블루원
- SAS 카고 그룹
- 에어 그린란드
- 에스토니아 항공

### 기타 사업
- SAS 테그놀리지 서비스
- SAS 그라운드 홀딩스